# Tridacna rosewateri
Tridacna rosewateri is een tweekleppigensoort uit de familie van de Cardiidae. De wetenschappelijke naam van de soort is voor het eerst geldig gepubliceerd in 1991 door Sirenko & Scarlato.